# Golu Grabicina, Buzău
Golu Grabicina este un sat în comuna Scorțoasa din județul Buzău, Muntenia, România. Satul Golu Grabicina a fost înființat în a doua jumătate a secolului al XX-lea, după ce satele din fosta comună Grabicina au fost grav afectate de alunecări de teren, și mai multe case au fost strămutate aici.